# Višera (přítok Kamy)
Višera (rusky Вишера) je řeka v Permském kraji v Rusku. Je 415 km dlouhá. Povodí má rozlohu 31 200 km².

## Průběh toku
Pramení na západním svahu Severního Uralu. Teče převážně podhůřím Uralu v úzké dolině, přičemž má charakter bystré horské řeky. V jejím povodí se vyskytují krasové jevy. Ústí do Višerského zálivu Kamské přehrady jako levý přítok Kamy na jejím 958 říčním kilometru.

### Přítoky
- zleva – Jazva
- zprava – Kolva

## Vodní režim
Zdroj vody je smíšený s převahou sněhových srážek. Zamrzá na konci října až na začátku listopadu a rozmrzá na konci dubna.

## Využití
Řeka je splavná a do Krasnovišersku je rozvinutá pravidelná osobní vodní doprava. V povodí řeky je naleziště diamantů.